# Astragalus looseri
Astragalus looseri är en ärtväxtart som beskrevs av Ivan Murray Johnston. Astragalus looseri ingår i släktet vedlar, och familjen ärtväxter. Inga underarter finns listade i Catalogue of Life.